# Tom Brown's School Days (roman)
Pour les articles homonymes, voir Tom Brown's Schooldays.
 (décembre 2015).
Si vous disposez d'ouvrages ou d'articles de référence ou si vous connaissez des sites web de qualité traitant du thème abordé ici, merci de compléter l'article en donnant les références utiles à sa vérifiabilité et en les liant à la section « Notes et références ».
Tom Brown's School Days est un roman de Thomas Hughes, paru en 1857. Une grande partie est basée sur les expériences de l'auteur. L'histoire se déroule dans Rugby School que l'auteur a fréquentée en 1834. Le personnage principal, Tom Brown a été largement basé sur le frère de l'auteur, George Hughes.

## Résumé
Tom Brown est énergique, tenace, bienveillant et plus athlétique qu'intellectuel.
Lors de sa première année scolaire, il était dans une école locale et puis au début de l'année suivante, il fut placé dans une école privée. Mais en raison d'une épidémie de fièvre dans la région, les garçons de son école ont été envoyés chez eux et Tom a été transféré à Rugby School, une école publique pour garçons. À son arrivée, Harry « Scud » East, un camarade de classe plus expérimenté s'occupe de lui.
Peu de temps après, Tom et Harry deviennent les cibles de Flashman, un voyou tyrannique qui les harcèle.

## Adaptations

### Édition en français
- Tom Brown, scènes de la vie de collège en Angleterre, ouvrage imité de l'anglais [de Thomas Hughes] par J. Levoisin [J.-M.-A. Girardin], Librairie Hachette et Cie, Paris, 1875[1]

### Cinéma
- 1916 : Tom Brown’s Schooldays de Rex Wilson (en) (film muet)
- 1940 : Tom Brown’s Schooldays (en) de Robert Stevenson
- 1951 : Tom Brown’s Schooldays (en) de Gordon Parry

### Télévision
- 1971 : Tom Brown’s Schooldays (en) de Gareth Davies (en)
- 2005 : Tom Brown’s Schooldays (en) de David Moore (téléfilm)